# Reiner Gies
Reiner Gies (ur. 12 marca 1963 w Kaiserslautern położonym w landzie Nadrenia-Palatynat) – niemiecki bokser kategorii lekkopółśredniej. W 1988 roku na letnich igrzyskach olimpijskich w Seulu zdobył brązowy medal.